# عيلاس (بالا لاريجان)
عیلاس (بالفارسية: گیلاس) هي قرية تقع في إيران في قسم بالا لاریجان الريفي. يقدر عدد سكانها بـ 11 نسمة .